# Amtsgericht Walsrode

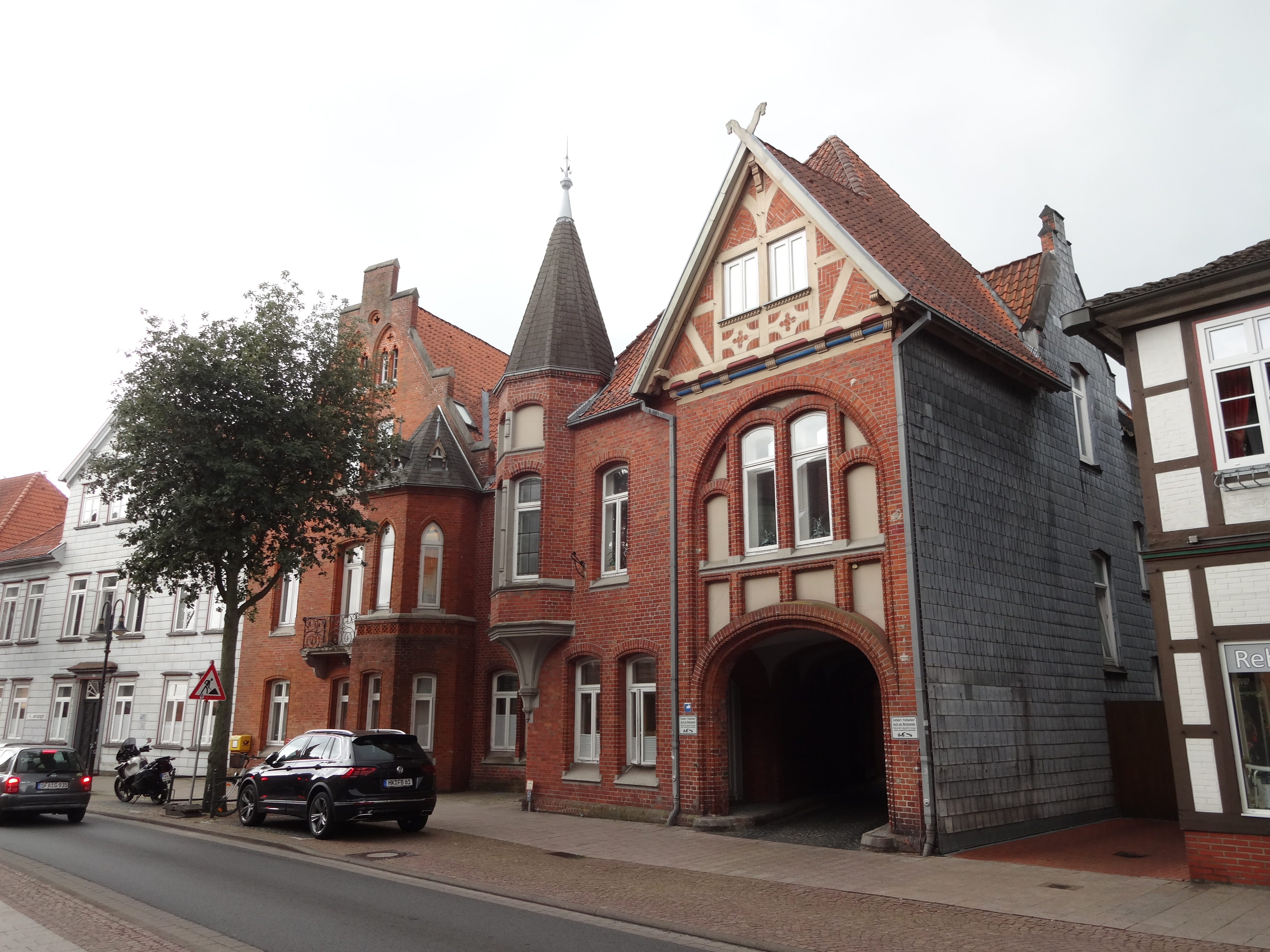
Amtsgericht Walsrode

Das Amtsgericht Walsrode ist eines von zehn Amtsgerichten im Bezirk des Landgerichts Verden. Es hat seinen Sitz in Walsrode in Niedersachsen.

## Zuständigkeiten
Zuständig ist das Amtsgericht Walsrode für den ehemaligen Landkreis Fallingbostel.
Ihm ist das Landgericht Verden übergeordnet. Zuständiges Oberlandesgericht ist das Oberlandesgericht Celle.
Seit dem 1. August 2005 ist das Amtsgericht Walsrode für die Führung des Handels-, des Genossenschafts- und des Vereinsregisters im Landgerichtsbezirk Verden ausschließlich zuständig. Das Partnerschaftsregister wird seit dem 1. August 2005 zentral bei dem Amtsgericht Hannover geführt.

## Geschichte
Seit dem Erhalt des Weichbildrechts 1383 erhielt Walsrode die Gerichtsbarkeit für seinen Bereich. Stadt und Kloster durften allerdings nur die sogenannte Niedere Gerichtsbarkeit ausüben. Bis zum 19. Jahrhundert bestand eine Gliederung in Vogteien und Ämter. Im Gebiet des ehemaligen Landkreises Fallingbostel entstanden die Ämter Essel, Ahlden, Rethem und Fallingbostel und das Klosteramt Walsrode. Es wurden aber auch in Dorfmark, Ostenholz und Kirchboitzen Gerichtstage abgehalten. Es bestanden Patrimonialgerichte in Altenwahlingen und in Stellichte.
Am 1. Oktober 1852 trat das Gerichtsverfassungsgesetz in Kraft und führte zu einer grundlegenden Änderung in der Geschichte der Gerichtsbarkeit. So wurde erstmals eine Trennung zwischen Justiz und Verwaltung vorgeschrieben. Im Altkreis Fallingbostel wurden Amtsgerichte in Ahlden, Rethem, Fallingbostel und Walsrode eingerichtet.
Das Amtsgericht Walsrode umfasste zunächst aus dem Amt Fallingbostel die Gemeinden, der Amtsvoigtei Walsrode, die nicht dem Amtsgericht Fallingbostel zugeordnet sind, die Stadt Walsrode und aus dem Amt Rethem die Gemeinden Benzen, Borg mit West-Cordingen, Ebbingen, Fulde mit Nünningen und Gakenhof, Griemen mit Kettenburg und Fallbeck, Hünzingen, Idsingen, Sieverdingen, Stellichte, West-Ahrsen mit West-Jarlingen, (Gerichte Cordingen und Stellichte).
Das Amtsgericht war dem Obergericht Celle untergeordnet. Mit der Annexion Hannovers durch Preußen wurde es zu einem preußischen Amtsgericht in der Provinz Hannover.
Im Jahre 1859 wurden die Amtsgerichte in Fallingbostel und Rethem aufgelöst und der Zuständigkeit der Gerichte in Ahlden und Walsrode unterstellt. Im Jahre 1852 gab Bürgermeister und Stadtrichter Wilhelm Ludwig Barth sein Amt auf, um erster Amtsrichter in Walsrode zu werden.
Nach dem Zweiten Weltkrieg stand die Gerichtsbarkeit zeitweise still, so war das Amtsgericht Walsrode von April bis Dezember 1945 geschlossen.
Das Amtsgericht Ahlden wurde 1973 aufgelöst und dem Amtsgerichtsbezirk Walsrode unterstellt. Familiengericht wurde Walsrode 1977.
Im Jahre 1999 bekam das Walsroder Amtsgericht die Zuständigkeit für Insolvenzverfahren des Amtsgerichts Rotenburg (Wümme) übertragen. Im Jahre 2002 gingen die Zuständigkeiten des Handelsregisters und des Genossenschaftsregisters der Amtsgerichtsbezirke Rotenburg (Wümme) und Nienburg (Weser) auf das Amtsgericht Walsrode über. Im Jahre 2005 wurde Walsrode zentrales Registergericht für den Landgerichtsbezirk Verden.

## Gebäude
Nach Gründung des Amtsgerichts 1852 dienten zunächst Räume im alten Rathaus (später altem Amtsgericht) in der Langen Straße 18 als Sitz. Das Amtsgericht teilte sich die Räume jahrzehntelang mit der Stadtverwaltung. 1904 zog die Stadtverwaltung in das neu gebaute Rathaus (das heutige Alte Rathaus) um, so dass das Amtsgericht das Gebäude für sich allein hatte. Im Jahre 1977 wurde eine erste Nebenstelle in der Langen Straße 20 eröffnet.
Im Jahre 1982 folgte eine weitere Nebenstelle in der Langen Straße 29. Dies war die ehemalige Stadtvilla des Pulverfabrikanten Wolff, der hier 1863 die Familie des Königs von Hannover empfing, aus welchem Anlass er das Haus neu ausstatten ließ, was man im Treppenhaus und im sogenannten Königszimmer heute noch erleben kann.
Im Jahre 1987 zog das Amtsgericht vollständig in das rückwärtig um einen Neubau erweiterte neue Amtsgerichtsgebäude Lange Straße 29–33. Im Jahre 2006 wurde das Gebäude noch einmal ausgebaut.